# Deutsche Offizier Bund
De Deutsche Offizier Bund is een belangenvereniging van Duitse officieren. In de huidige vorm is het een stichting, de "Stiftung Deutscher Offizier Bund".
De Deutsche Offizier Bund werd op 28 oktober 1918 gesticht. Duitsland verkeerde in een staat van chaos en de Duitse troepen keerden van het Oost- en Westfront terug naar hun basis. De bond wilde de belangen van de officieren in kwesties die te maken hadden met rang en stand verdedigen en de economische positie van de officieren beschermen.
Duitsland had een reusachtig leger en moest honderdduizenden militairen, waaronder duizenden officieren, demobiliseren of ontslaan. Als gevolg van het Verdrag van Versailles mocht Duitsland alleen een kleine en beperkt bewapende krijgsmacht bezitten. De stand van de officieren was voor hen belangrijk, velen hadden tot de voormalige Duitse adel behoord en officieren genoten in het Duitsland van de in 1918 gevallen monarchieën veel aanzien.
De door de rechtse en conservatieve generaal Oskar von Hutier geleide bond was in de jaren van het interbellum een verzamelpunt voor oppositie tegen de democratie en de Republiek van Weimar. De officierskaste en de top van het leger waren antidemocratisch gezind. 
In 1933 gelastte de regering van Adolf Hitler dat ook de Deutsche Offizier Bund zou worden gelijkgeschakeld (Duits: "gleichgeschaltet") wat inhield dat de nazipartij de leiding overnam. In 1943 werd de vereniging opgeheven.
In 1953 werd de "Offizier Wohlfahrt Gemeinschaft" (OWG) in Berlijn opgericht. De Bondsrepubliek Duitsland kreeg weer een strijdmacht en de OWG claimde met succes rechtsopvolger te zijn van de Deutscher Offizier Bund. De OWG nam ook het resterende bezit in de vorm van onroerend goed over.
In 1994 stichtte de OWG de "Stiftung Deutscher Offizier Bund" die het vermogen overgedragen kreeg. Daarna werd de OWG ontbonden.
De eerste voorzitter van de stichting was de voormalige plaatsvervangende inspecteur-generaal van het Duitse leger luitenant-generaal b.d. Walter Windisch.
Doel van de stichting is het steunen van onder andere onverschuldigd in problemen geraakte (oud) officieren en het verbreiden van de waarden van de Duitse grondwet en de parlementaire democratie.